# GiFTPiA
GiFTPiA (ギフトピア en japonés) es un videojuego desarrollado por la división 24 de Skip Ltd, lanzado en Japón en el 2003 para la Nintendo GameCube. El videojuego jamás salió de las fronteras japonesas debido a su poca distribución, por lo que la única manera de encontrar el juego en Estados Unidos y Europa es utilizando la importación sin textos traducidos. 
GiFTPia es un juego de rol que no sigue los estándares del rol convencional. En su lugar, ofrece un punto de vista diferente (rol alternativo) en el que, al contrario de otros juegos de rol, no es necesario combatir con otros personajes o enemigos para crecer y evolucionar.

## Sinopsis
El juego se ubican en el mundo Nanashi, donde los niños son reconocidos como adultos al realizar cierta ceremonia. El protagonista del juego, Pockle, llegó tarde a su propia ceremonia (se quedó dormido). Tras este suceso, Pockle acaba en la cárcel, todavía legalmente como niño, y su única manera de convertirse en adulto es obteniendo el dinero suficiente (cinco millones) para pagarse una ceremonia, el cual debe conseguir a base de su interacción con los personajes que va encontrando en su camino.
Inicialmente la cara de Pockle aparece pixelada y con una bola de acero en la pierna con un robot policía vigilando sus acciones, después de completar ciertas misiones el robot revela el rostro de Pockle y le quita la bola permitiendo mayor libertad para cumplir el objetivo de reunir el dinero.

## Similitud con Animal Crossing
GiFTPiA es similar al videojuego Animal Crossing de Nintendo, ya que ambos son descritos como juegos de aventura basados en la comunicación. En ambos juegos el objetivo se basa en interactuar con otros personajes en vez de realizar acciones violentas. GiFTPia podría ser considerado un juego más lineal que Animal Crossing, a causa de su objetivo en el juego: crecer.

## Música
La música en GiFTPiA se obtiene en el juego a través de la radio. Hay docenas de artistas incluidos en la banda sonora.

### Banda sonora
GiFTPiA FM Radio download
1. pop_error song by Yuzo Kako
2. EL LLORÓN por Komatsu Machiko & Tango Cristal
3. Close Down por Kaimy Plants
4. BOXBOX por 6nin
5. Nocturne por moái
6. Leftover fed por Oscillator
7. Right from wrong por yet
8. FREE SLOW por ECHO MOUNTAIN
9. Fruits of Love por SIX SQUARES
10. Dig That Beat por The Travellers
11. ASTRO por Aprils
12. [Multiplication] por FUZZ PROPOSAL
13. Cats Alley [Cat Yokotiyou] por BOSSA 51
14. SUN GOES DOWN por Redneck Trio
15. Kinnyamonya por Komachi
16. THE WINSTONS' SHOW por The Winstons
17. Government Officer [Public official # 4] por MUMU
18. Wertes Baum por Akino
19. Icicle por snoweffect

## Miembros encargados del desarrollo del juego
Los miembros de la división 24 de Skip Ltd. son:

### Dirección
- Kenichi Nishi (西　健一) (director)
- Sayoko Yokote (横手　佐代子) (asistente de dirección)
- Mariko Shibata (柴田　真里子) (mánager)

### Programación
- Hironori Ahiko (阿彦　裕徳)
- Masaru Hori (堀　雅)
- Junko Muroyama (室山　順子)
- Shunsuke Yoshida (吉田　俊介)

### Diseño gráfico
- hikarin
- Fumikazu Tanaka (田中　文一)
- Kazuaki Arai (新井　和晃)
- Miho Tounai (藤内　美穂)
- Daisuke Ooshita (大下　大介)

### Música
- Hirofumi Taniguchi (谷口　博史)

### Planificación
- Horoshi Moriyama (森山　尋)
- Ryosuke Sumida (住田　良輔)
- Hiroyuki Takanabe (高鍋　裕之)